# George M. Ll. Davies
George Maitland Lloyd Davies (* 30. April 1880 in Liverpool; † 16. Dezember 1949 in Denbigh) war ein walisischer Pazifist und Mitglied des britischen House of Commons für den Wahlkreis der vereinigten Universitäten in Wales.

## Abgeordneter im Unterhaus
Bei den Parlamentswahlen im Jahr 1923 wurde Davies als unabhängiger christlicher Pazifist zum Parlamentsabgeordneten gewählt, doch nach der Wahl wurde er Mitglied der Labour-Fraktion, obwohl er der Partei nicht beitrat. Er unterstützte die erste Regierung von Ramsay MacDonald im House of Commons und war damit der einzige Universitätsabgeordnete, der jemals mit Labour kooperierte. Als er bei den Neuwahlen im Jahr 1924 erneut als unabhängiger christlich-pazifistischer Kandidat antrat, verlor er den Sitz an den Liberalen Ernest Evans.